# Wilhelm Thiele (Politiker, 1897)

Wilhelm Thiele

Wilhelm Waldemar Thiele (* 10. September 1897 in Ballenstedt; † 28. März 1990 in Biedenkopf) war ein deutscher Politiker (NSDAP).

## Leben und Wirken
Wilhelm Thiele besuchte in den Jahren 1904 bis 1912 die Volksschule in Wickede (Ruhr). Er wurde  im August 1916 zum Heeresdienst einberufen. In Folge nahm er am Ersten Weltkrieg teil. Er kämpfte im Infanterie-Regiment 172 an der Westfront. Aus dem Krieg kehrte er als Kriegsversehrter zurück und wurde mit dem Eisernen Kreuz 2. Klasse und dem Verwundetenabzeichen ausgezeichnet.
Am 3. November 1925 trat er in die NSDAP ein (Mitgliedsnummer 31.458 → Goldenes Parteiabzeichen der NSDAP).
1933 war Thiele Abgeordneter des Kommunal- und Provinziallandtages sowie erster Kreisdeputierter des Kreises Dillenburg. 
Im März 1933 wurde Thiele zum Stadtverordnetenvorsteher in Biedenkopf gewählt. Einige Tage zuvor hatte die NSDAP in einer Stadtverordnetenwahl mit 64,5 % die absolute Mehrheit erlangt (im selben Monat erreichte die NSDAP bei der Reichstagswahl 43,9 %). Zeitgleich zur Wahl zum Stadtverordnetenvorsteher wurde ihm durch die Stadtverordnetenversammlung die Ehrenbürgerschaft verliehen (in derselben Sitzung des Stadtparlaments wurde auch Adolf Hitler als Ehrenbürger ernannt).
1934, nach der Wiederherstellung des Kreises Biedenkopf, wurde Thiele zum ersten Kreisdeputierten des Kreises Biedenkopf und zum Stadtverordnetenvorsteher ernannt. Am 1. März 1934 wurde er zum hauptamtlichen Bürgermeister der Stadt Biedenkopf ernannt.
Im April 1935 zog Thiele im Nachrückverfahren für den ausgeschlossenen Abgeordneten Walter Kramer (Verdacht auf Homosexualität) in den nationalsozialistischen Reichstag ein, in dem er bis zum Ende der NS-Herrschaft im Frühjahr 1945 den Wahlkreis 19 (Hessen-Nassau) vertrat.
Nachdem er am 1. April 1937 freiwillig aus dem Kommunaldienst ausgeschieden war, wurde Thiele am 1. Oktober 1937 zum Kreisleiter des Großkreises Biedenkopf/Dillenburg ernannt.
Am 28. März 1945, am Tag vor der Befreiung Biedenkopfs durch eine Einheit der US-Armee, versuchte Thiele zusammen mit weiteren Parteiführern der NSDAP mit einem Pkw vor der anrückenden Armee-Einheit zu flüchten. Thiele wurde, wie auch andere NS-Führer, von Angehörigen der US-Armee festgenommen und in ein Internierungslager überführt. Im Juli 1946 wurde ihm sowie Adolf Hitler die Ehrenbürgerschaft der Stadt Biedenkopf aberkannt.
In einem Adressverzeichnis der Stadt Biedenkopf aus dem Jahre 1955 wurde Thiele als „Rentner“ geführt.
Von Zeitzeugen wurde Wilhelm Thiele als ein Mann geschildert, der durch seine kleine Figur, seine Gehbehinderung aufgrund seiner Kriegsverletzung aus dem Ersten Weltkrieg und sein starkes Engagement für die NSDAP auffiel.